# Ганна Кюхлер
Ганна Кюхлер (нім. Hannah Küchler, 1 січня 2002) — німецька плавчиня.
Учасниця Олімпійських Ігор 2020 року, де в естафеті 4x100 метрів вільним стилем її збірна посіла 13-те місце і не потрапила до фіналу.